# انبار (صوابی)
انبار (به انگلیسی: Anbar) یک منطقهٔ مسکونی در پاکستان است که در خیبر پختونخوا واقع شده‌است.